# 名校 (电视剧)
《名校》是由中央电视台文艺中心影视部、中视传媒股份有限公司和宁波广电集团广播影视艺术中心联合出品，由马跃等人出演的电视剧，该作所反映的是20世纪70年代后期在中华人民共和国出现的特有社会人文现象——独生子女问题。电视剧主人公张一白是一所名校的初三理科班班主任。他不得不面对来自作为独生子女的学生以及他们的家庭带来的问题，并且试图解决这些问题。该作于2008年上映。

## 获奖
电视剧《名校》获得第27届中国电视剧飞天奖少儿电视剧一等奖

## 演员
- 马跃饰张一白
- 王茜华饰杨依榕
- 张仙衡饰杨乃农
- 霍青饰刘世芳
- 张永强饰钟达鸣

## 電視原聲
| 曲序 | 曲目           |      | 作曲 | 演唱               |
| ---- | -------------- | ---- | ---- | ------------------ |
| 1.   | 成长（片尾曲） | 安建 | 邹野 | 中国广播少年合唱团 |

## 相關链接
名校-BILIBILI （页面存档备份，存于）
名校-CCTV （页面存档备份，存于）
名校-优酷 （页面存档备份，存于）